# Антипин, Георгий Васильевич
Георгий Васильевич Антипин (20 апреля 1911, Елец — 21 апреля 1993, Красноярск) — советский железнодорожник, машинист паровозного депо Красноярск Красноярской железной дороги, Герой Социалистического Труда.

## Биография
Родился в 1911 году в городе Елец. Окончил 4 класса сельской школы, затем был пастухом. С 1928 года работал на железной дороге. Начинает свою работу на паровозе. За короткое время набирается опыта и через четыре года становится машинистом паровоза. В ряды Рабочей Крестьянской Красной Армии призван в 1942 году.
Во время войны не бросает работу на железной дороге. Участвует в создании первого бронепоезда в Красноярске. Участвует в Великой Отечественной войне машинистом бронепоезда. После окончания войны возвращается в Красноярск, не оставляет работу на железной дороге, а продолжает работать в должности машиниста. Когда в Красноярск привезли первый электропоезд, он удостоился работать на этом локомотиве.
За всё время отличной проявленной работы на железной дороге удостоился звания Герой Социалистического Труда. В 1967 году мэрией города Красноярска присвоено звание Почётный Гражданин города.